# Margarita Magaña
Margarita Magaña Amillategui (Ciudad de México, 25 de julio de 1979) es una actriz mexicana, conocida por sus personajes en telenovelas como Lo que la vida me robó, María la del barrio, Teresa, Tu vida es mi vida, entre otras.

## Carrera
Comenzó su carrera los 15 años de edad en el programa El Club de Gaby poco después, ingresó en el Centro de Educación Artística de Televisa para prepararse como actriz. Fue en el año 1995 cuando Magaña tuvo su primera oportunidad para participar en el mundo de las telenovelas  y lo realizó junto a Thalía en la exitosa historia María la del barrio.  A partir de ahí, la carrera de Magaña tomaría un rumbo lleno de éxitos. Su debut dentro del género de telenovelas fue con La primera noche compartiendo créditos con Osvaldo Benavides y Mariana Ávila. Magaña hizo su primer papel de antagonista en la telenovela Por tu amor en 1999. En el 2001, protagonizó la telenovela El Juego de la vida al lado de Ana Layevska, Sara Maldonado y Jackie García y en 2002, apareció en la telenovela Las vías del amor como Alicia Betanzos. 
En 2004, interpretó el papel de villana de Brenda al lado de Irán Castillo en la telenovela Amar otra vez, y fue en 2006 cuando realizó otro papel de villana en la telenovela La verdad oculta interpretando a Bertha Balmori. Magaña  apareció en la telenovela Al diablo con los guapos como Karla Arango, al lado de Allison Lozz, Eugenio Siller, César Évora, Laura Flores, Leticia Perdigón y la primera actriz, Alicia Rodríguez en 2007.
En 2008, trabajó en la telenovela Un gancho al corazón con el personaje de Estrella Falcón, compartiendo créditos junto a Danna García, Sebastián Rulli, Laisha Wilkins y Ana Martin. En 2010, tuvo una pequeña participación especial como Josefina en su etapa joven en la telenovela Cuando me enamoro, junto a Sebastián Rulli y Lidia Ávila. Ese mismo año, participó además en la nueva versión de Teresa como antagonista en el papel de Aída Cáceres, compartiendo créditos con Angelique Boyer, Sebastián Rulli, Ana Brenda Contreras, Aarón Díaz y Manuel Landeta.
En 2013, Magaña interpretó a Esmeralda Ramos en Lo que la vida me robó trabajando junto a Carlos de la Mota, Daniela Castro, Osvaldo Benavides, y nuevamente, con Sebastián Rulli y Angelique Boyer.
Actualmente, vive en Mérida, Yucatán, México.

## Filmografía

### Telenovelas
- Hermanas, un amor compartido (2025) - Cristina
- Tu vida es mi vida (2024) - Zayda Sofía Álvarez Lujan
- Vencer el miedo (2020) - Magdalena «Magda» Mendoza de Bracho[1]
- Por amar sin ley (2018-2019) - Lorenza Ceballos
- Me declaro culpable (2017-2018) - Julieta Ruvalcaba
- Lo que la vida me robó (2013-2014) - Esmeralda Ramos
- Teresa (2010-2011) - Aída Cáceres Azuela
- Cuando me enamoro (2010-2011) - Josefina «Pepa» Álvarez Martínez (joven)
- Un gancho al corazón (2008-2009) - Estrella Falcón
- Al diablo con los guapos (2007-2008) - Karla Rodríguez
- La verdad oculta (2006) - Bertha Balmori Genovés
- Amar otra vez (2003) - Brenda Montero Bustamante
- Las vías del amor (2002-2003) - Alicia Betanzos Martínez
- El juego de la Vida (2001-2002) - Fernanda «Fer» Pacheco
- Por un beso (2000-2001) - Loreta Mendiola
- La casa en la playa (2000) - Sofía Visconti
- Por tu amor (1999) - Brisa Montalvo de Zambrano
- Camila (1998-1999) - Laura Escobar
- Mi pequeña traviesa (1997-1998) - Mariana Fabio
- Los hijos de nadie (1997)
- María la del Barrio (1995-1996) - Betty
- Bajo un mismo rostro (1995) - Gaby

### Series
- Decisiones: unos ganan, otros pierden (2020) - Marisela (capítulo: «Encerrados»)
- Mujeres asesinas 3 (2010) - Vera (capítulo: «Luz, arrolladora»)
- Nueva vida (2013) - Regina (capítulo: «In Vitro»)

### Películas
- La primera noche (1998) - Rosita

## Premios y nominaciones

### Premios TVyNovelas
| Año  | Categoría               | Telenovela             | Resultado |
| ---- | ----------------------- | ---------------------- | --------- |
| 2014 | Mejor actriz de reparto | Lo que la vida me robó | Nominada  |
| 2011 | Mejor actriz antagónica | Teresa                 | Nominada  |
| 2007 | Mejor actriz antagónica | La verdad oculta       | Nominada  |

### Presea Luminaria de Oro 2014
- Reconocimiento por Desempeño a Margarita Magaña.[3]